# Brühlstraße 3 (Quedlinburg)

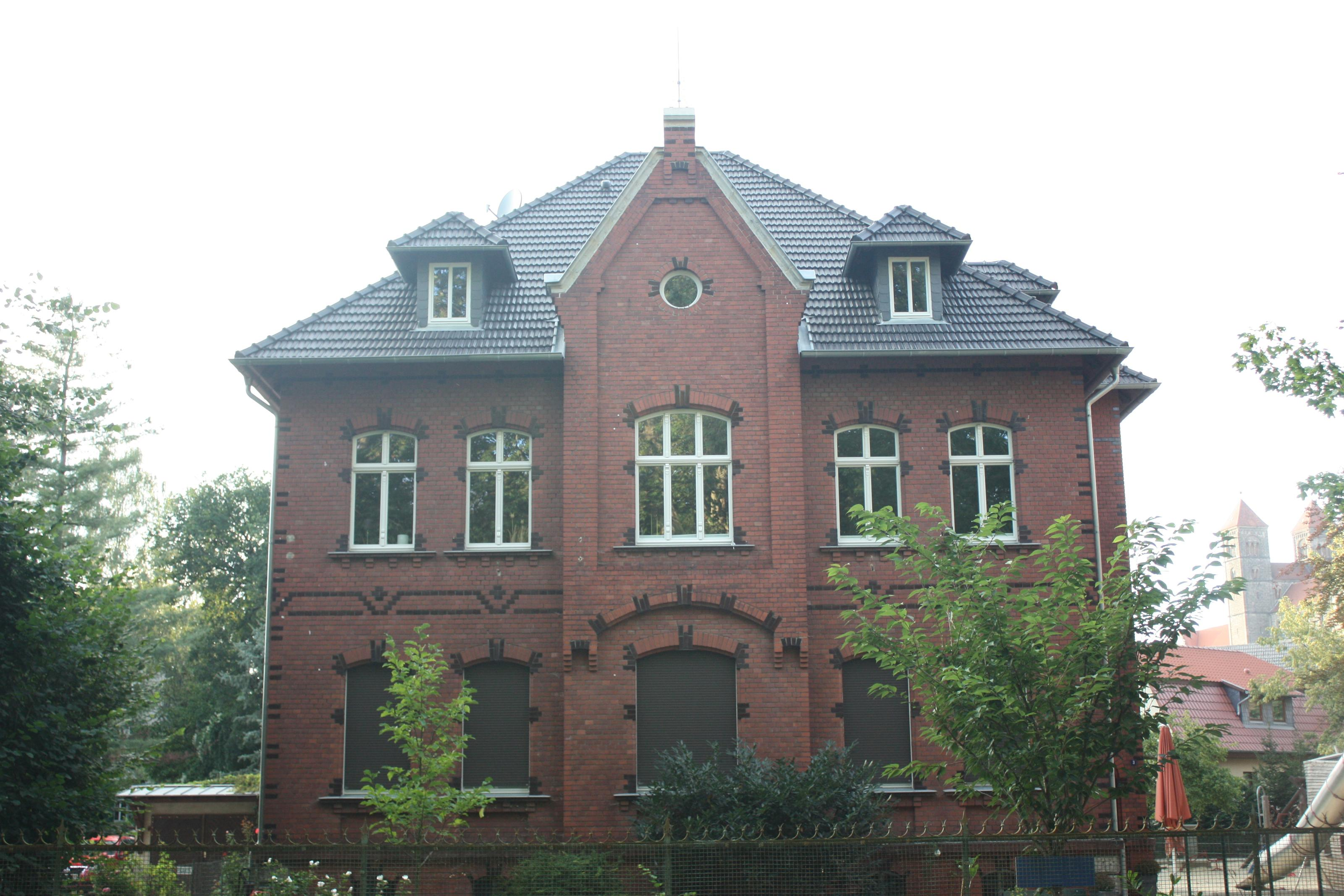
Villa Brühlstraße 3

Das Haus Brühlstraße 3 ist eine denkmalgeschützte Villa in der Stadt Quedlinburg in Sachsen-Anhalt.

## Lage
Sie liegt südlich des Quedlinburger Schloßberges und ist im Quedlinburger Denkmalverzeichnis eingetragen.

## Architektur und Geschichte
Die Villa entstand im Jahr 1896 für den Quedlinburger Bürgermeister Ernst Bansi. Die Bauausführung erfolgte durch den Maurermeister Fr. Timpe. Das Gebäude ist, für die Bauzeit ungewöhnlich, in seiner Gestaltung streng und zurückhaltend. Die Fassade besteht aus roten Klinkersteinen, wobei die Gliederung durch glasierte Steine erfolgt. Der Grundriss des Hauses ist unregelmäßig, der Baukörper selbst wird als gut proportioniert beschrieben.
Die Gestaltung der Villa wurde auch in der Anlage des Gartens und der Grundstückseinfriedung fortgesetzt.